# Saison 2016 de l'équipe cycliste Virtu Pro-Veloconcept
La saison 2016 de l'équipe cycliste Virtu Pro-Veloconcept est la sixième de cette équipe. L'équipe s'appelle Trefor du 1er janvier au 21 juillet inclus puis prend Virtu Pro-Veloconcept comme nouvelle appellation le lendemain soit cinq jours avant leur première course sous leur nouveau nom au départ du Tour du Danemark.

## Préparation de la saison 2016

### Arrivées et départs
| Arrivées            | Équipe 2015     |
| ------------------- | --------------- |
| Kasper Asgreen      | MLP Bergstrasse |
| Niklas Eg           |                 |
| Christian Jørgensen | ColoQuick       |
| Niklas Larsen       |                 |
| Mads Würtz Schmidt  | ColoQuick       |
| Nicolaj Steen       | Jutlander Bank  |

| Départs                | Équipe 2016                  |
| ---------------------- | ---------------------------- |
| Patrick Clausen        | Riwal Platform               |
| Jonas Gregaard         | Riwal Platform               |
| Asbjørn Kragh Andersen | Delko-Marseille Provence-KTM |
| Søren Kragh Andersen   | Giant-Alpecin                |
| Sebastian Lander       | ONE                          |
| Michael Olsson         |                              |
| Alex Rasmussen         | ColoQuick-Cult               |
| Emil Vinjebo           | Giant Scatto U23             |

## Coureurs et encadrement technique

### Effectif
| Cycliste               | Date de naissance | Nationalité | Équipe 2015       |  |
| ---------------------- | ----------------- | ----------- | ----------------- |  |
| Kasper Asgreen         | 8 février 1995    | Danemark    | MLP Bergstrasse   |  |
| Niklas Eg              | 6 janvier 1995    | Danemark    |                   |  |
| Daniel Foder           | 7 avril 1983      | Danemark    | Trefor-Blue Water |  |
| Anders Hardahl         | 3 mai 1996        | Danemark    | Trefor-Blue Water |  |
| Andreas Hyldgaard      | 21 juillet 1996   | Danemark    | Trefor-Blue Water |  |
| Christian Jørgensen    | 13 novembre 1987  | Danemark    | ColoQuick         |  |
| Niklas Larsen          | 22 mars 1997      | Danemark    |                   |  |
| Mark Sehested Pedersen | 6 novembre 1991   | Danemark    | Trefor-Blue Water |  |
| Mads Rahbek            | 19 octobre 1995   | Danemark    | Trefor-Blue Water |  |
| Thomas Riis            | 31 août 1992      | Danemark    | Trefor-Blue Water |  |
| Mads Würtz Schmidt     | 31 mars 1994      | Danemark    | ColoQuick         |  |
| Nicolaj Steen          | 4 janvier 1995    | Danemark    | Jutlander Bank    |  |

## Bilan de la saison

### Victoires
| Date       | Course                                                | Pays     | Classe | Vainqueur          |
| ---------- | ----------------------------------------------------- | -------- | ------ | ------------------ |
| 02/04/2016 | 2e étape du Triptyque des Monts et Châteaux           | Belgique | 2.2    | Mads Würtz Schmidt |
| 03/04/2016 | 3eb étape du Triptyque des Monts et Châteaux          | Belgique | 2.2    | Mads Würtz Schmidt |
| 03/04/2016 | Classement général du Triptyque des Monts et Châteaux | Belgique | 2.2    | Mads Würtz Schmidt |
| 23/06/2016 | Championnat du Danemark du contre-la-montre espoirs   | Danemark | CN     | Kasper Asgreen     |
| 30/07/2016 | 4e étape du Tour du Danemark                          | Danemark | 2.HC   | Mads Würtz Schmidt |